# Amadou Dante
Amadou Dante (* 7. Oktober 2000) ist ein malischer Fußballspieler.

## Karriere

### Verein
Dante begann seine Karriere bei Yeelen Olympique. Im September 2019 wechselte er zum österreichischen Bundesligisten SK Sturm Graz, der ihn jedoch direkt an den Ligakonkurrenten TSV Hartberg weiterverlieh.
Sein Debüt für Hartberg in der Bundesliga gab er im Juni 2020, als er am 23. Spieltag der Saison 2019/20 gegen den LASK in der Startelf stand und in der 79. Minute durch Lukas Gabbichler ersetzt wurde. Bis zum Ende der Leihe kam er zu acht Einsätzen in der Bundesliga für Hartberg und absolvierte zudem beide Spiele im Europa-League-Playoff für den TSV.
Zur Saison 2020/21 kehrte er dann nach Graz zurück. Dort etablierte er sich in Folge als Linksverteidiger und kam in dreieinhalb Jahren zu 129 Pflichtspieleinsätzen für die Steirer. Nachdem er in der Saison 2023/24 seinen Platz an David Schnegg verloren hatte, wurde er im Februar 2024 in die Schweiz an den FC Zürich verliehen. Während der Leihe kam er zu 14 Einsätzen in der Super League. Zur Saison 2024/25 kehrte er zunächst nach Graz zurück, ehe er im August 2024 abermals verliehen wurde, diesmal nach Portugal an den FC Arouca. In weiterer Folge zogen die Portugiesen im Mai 2025 die Kaufoption und verpflichteten den Malier fix.

### Nationalmannschaft
Dante nahm im Frühjahr 2019 mit der malischen U-20-Auswahl an der Afrikameisterschaft teil. Mit Mali konnte er das Turnier gewinnen, Dante kam dabei in vier von fünf Spielen zum Einsatz. Im März 2022 wurde er erstmals für die A-Nationalmannschaft nominiert. Sein Debüt für diese gab er dann im Juni 2022 in der Afrika-Cup-Quali gegen die Republik Kongo.

## Erfolge
- Österreichischer Meister: 2024
- Österreichischer Cup-Sieger: 2023